# Hôtel-Dieu de Villefranche-sur-Saône
L'hôtel-Dieu de Villefranche-sur-Saône est un ancien hôtel-Dieu situé à Villefranche-sur-Saône, dans le département du Rhône, en France. Il est principalement situé au niveau de la rue de la Sous-Préfecture et de la rue Corlin.

## Historique

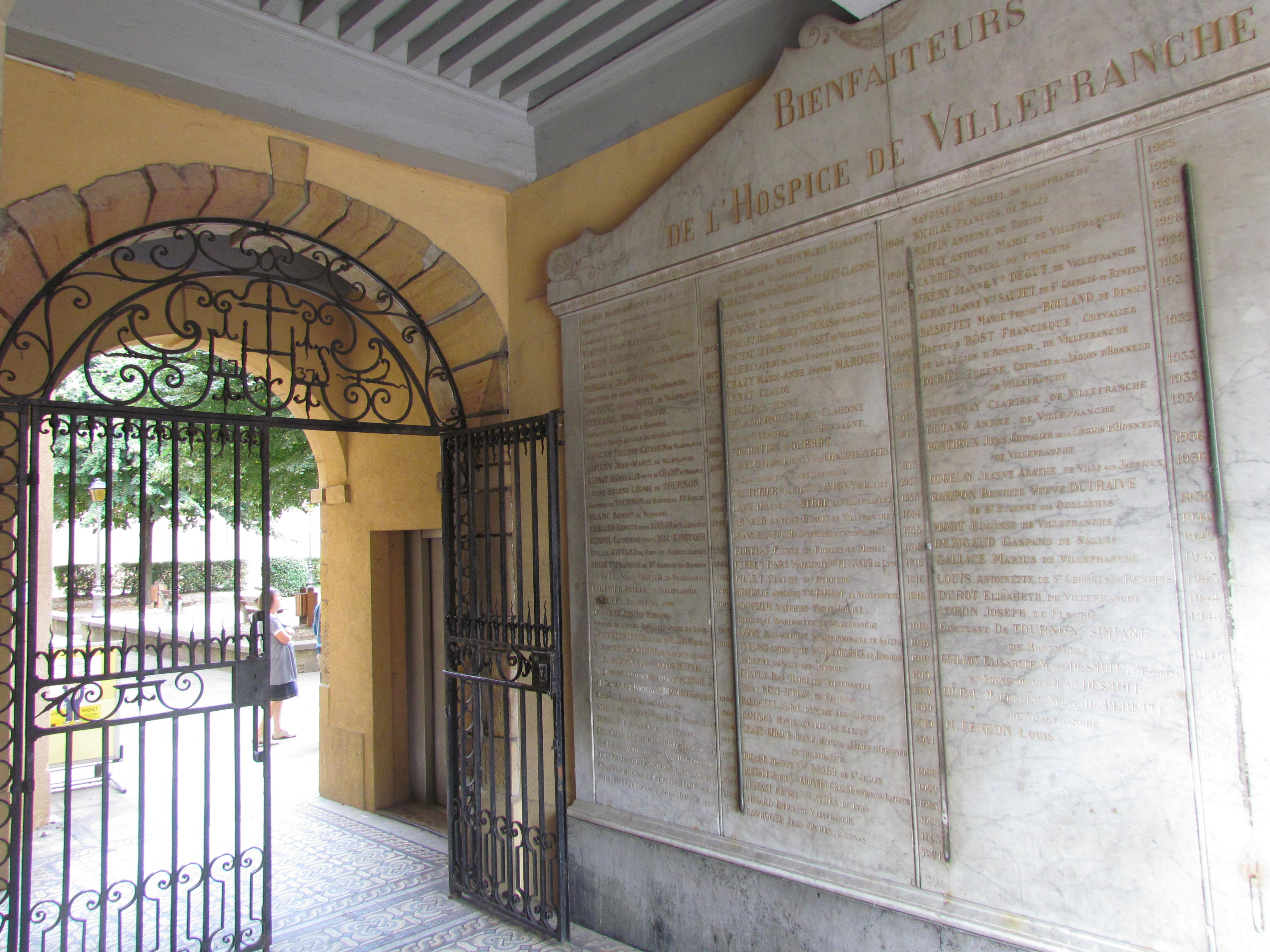
Hôtel-Dieu Plaque des bienfaiteurs

Cet hôpital a été fondé en 1644 grâce à la volonté testamentaire de Nicolas Gay, docteur en théologie, prêtre et curé de la Collégiale Notre-Dame-des-Marais qui fit le vœu de lancer la construction d'une infirmerie (du latin infirmus qui signifie « faible ») dénommée « Hostel de Charité » au centre de la ville de Villefranche. 
D'autres dons sont associés à cette décision dont notamment celui de l'échevin Guillaume Corlin, lesquels permirent de lancer les travaux. Sa construction dure plusieurs dizaines d’années le long du Morgon. Vers la fin du XVIIe siècle, la grande salle de l’actuel auditorium est édifiée. La décoration de la chapelle contiguë aux bâtiments est peinte vers 1682.
D’autres bâtiments sont construits ultérieurement rue Corlin, fermant ainsi la cour qui porte le nom de Charlotte Fresnay, historienne de l’hôpital. L'hôtel-Dieu présente une façade rue de la sous-préfecture de style classique du règne de Louis XIV alors que les peintures de la Chapelle évoquent le baroque italien. L'hôpital est fermé en 1982 à la suite de l'ouverture du centre Hospitalier Général, situé à Gleizé.

## Présentation

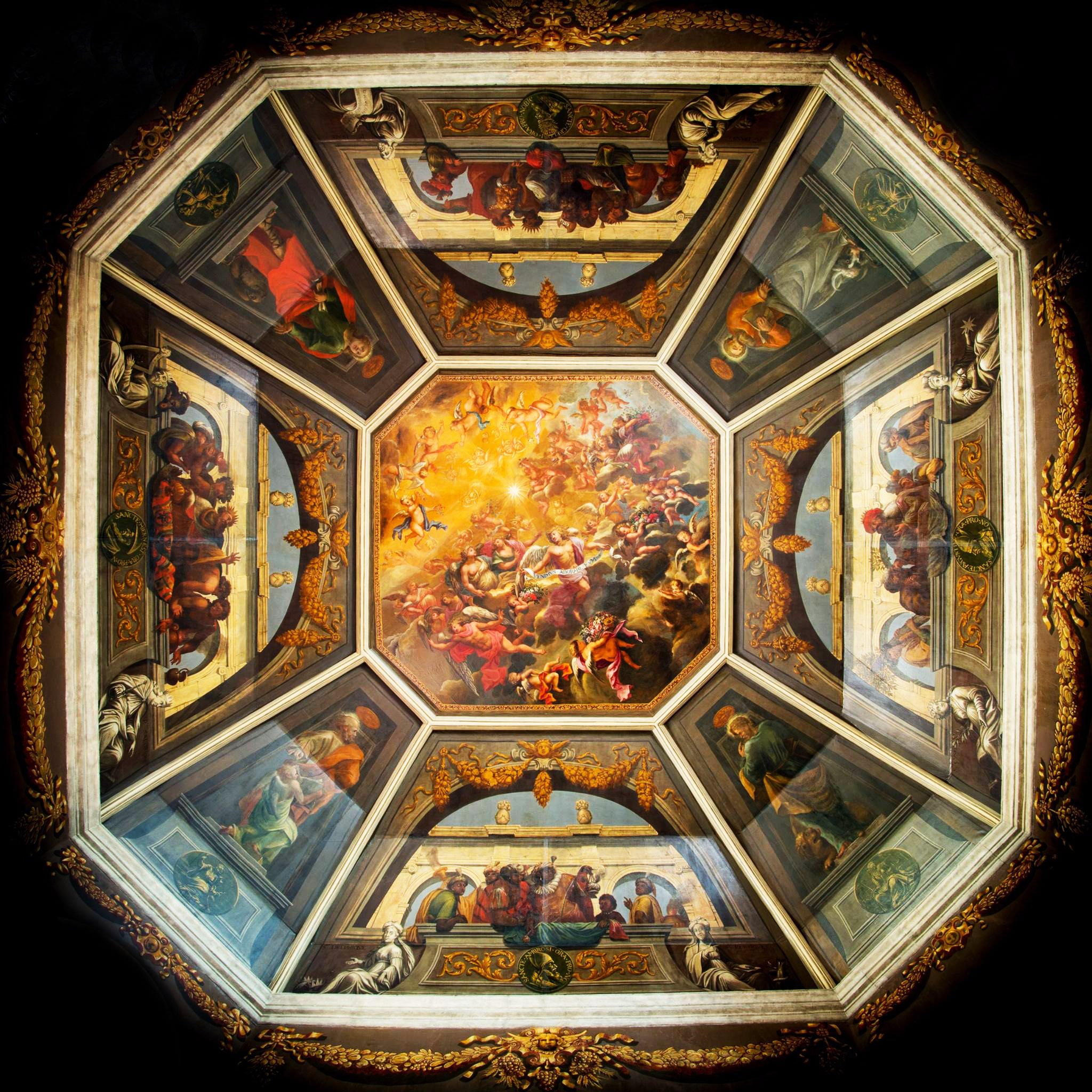
Plafond de la chapelle de l'hôtel-Dieu de Villefranche-sur-Saône

### Apothicairerie
Vers la fin du XVIIe siècle, une apothicairerie (ancêtre des pharmacies) utilisée par les sœurs hospitalières de la Charité est aménagée au rez-de-chaussée de l'hôtel-Dieu. Celle-ci est est classée au titre des monuments historiques et installée dans son lieu d’origine depuis 2020,.
Des visites guidées gratuites ont été organisées à l'occasion des journées européennes du patrimoine, les 16 et 17 septembre 2023.

### Chapelle
La chapelle recèle un plafond à compartiments dont chaque face est ornée d'une peinture sur toile tendue sur un bâti en bois. Le visiteur peut y découvrir diverses représentations de scènes évoquant l'Ancien et le Nouveau Testament telles que les anges à la cour céleste, les prophètes, les évangélistes et les Pères de l’Eglise, ainsi que les vertus cardinales.